# 韋震
韦震，字东卿，唐朝末年至五代十国后梁官员，雍州万年人，本名韦肇。
韦震为人强干敏捷，有口才。在唐朝担任右武卫将军。在朱温麾下为扬州左司马，转任殿中监、蔡州四面都统判官。申丛擒获秦宗权，想要送给朱温，又想自献京师，又想挟持秦宗权夺其兵。朱温派遣韦震入蔡州调查，申丛派遣骑兵三百迎韦震，想要杀他，韦震用计得免。回去对朱温说：“申丛不足虑，他的主谋是牙将裴涉，是个狂妄的庸人。”申丛后来被郭璠所杀。郭璠给秦宗权给朱温，朱温表示要向唐朝朝廷献俘。当时徐州时溥以都统破黄巢，功居第一。又与兖州、郓州勾结，结宦官为内援。朝廷以时溥破黄巢时，只是献首级而已，秦宗权不足献俘，左拾遗徐彦枢上疏请在当地斩决。朱温派遣韦震奏事京师，同时请求讨伐时溥之罪，请降沧兖二师之命。最后朝廷同意献俘秦宗权。朱温以韦震为检校左仆射、宣武节度副使。景福二年（893年），他出使幽州，调解幽州和镇州的关系。唐昭宗被李茂贞所逼，避居石门，朱温遣韦震从虢州小道奉表行在，昭宗赐其名为韦震，命他检校司徒。朱温克兖州、郓州，攻打淮南，大败于清口。他害怕诸镇乘机图谋己，于是暗示杜洪、钟传、王师范、钱镠等人推荐自己为元帅，还求兼领郓州。昭宗开始不许，韦震强辩，言语不逊，昭宗最后把郓州给了朱温，朱温于是身兼四镇，表韦震为郓州留后。昭宗迁洛阳，韦震入朝为河南尹、兼六军诸卫副使，因病守太子太保致仕。后梁建立，改任太子太傅。梁末帝即位，加太师，其后去世。

## 注
1. ↑  《册府元龟》卷六百五十三
2. ↑  《册府元龟》卷七百二十九
3. ↑  《旧唐书》卷二十上
4. ↑  《册府元龟》卷八百二十五
5. ↑  《册府元龟》卷七百五十九
6. ↑  《册府元龟》卷八百九十九